# Herant II. z Wildonu
Herant II. z Wildonu (německy Herrand II. von Wildon; 1230? – 1278?) byl štýrský ministeriál a literát.

## Život
Narodil se jako syn Oldřicha z Wildonu. Během svého života stejně jako jeho štýrští sousedé často střídal strany. Po vymření vládnoucího rodu Babenberků nejdříve podporoval nároky uherského krále Bély IV. Poté se stal příznivcem nového rakouského vévody Přemysla Otakara II. a podpořil jej v bitvě u Kressenbrunnu. Okolo roku 1260 se také oženil. Jeho vyvolenou se stala Perchta, dcera Oldřicha z Lichtenštejna a tento sňatek ještě více upevnil spojenectví mezi oběma rodinami.
K prvnímu sporu s Přemyslem Otakarem II. došlo poté, co se funkce štýrského zemského hejtmana ujal Vok z Rožmberka a týkal se wildonských hradů. Tehdy se chtěl Herant přimknout k novému pánovi a to k mladému Fridrichovi, synovi Gertrudy Babenberské. V říjnu roku 1268 Přemysl Otakar II. pozval předáky štýrského panstva do slezské Třebnice a obvinil je ze zrady. Požadoval vydání nebo zboření vybraných hradů. Štýrští šlechtici, mezi něž kromě Heranta patřili Bernhard a Jindřich z Pfannberka, Fridrich z Ptuje, Oldřich z Lichtenštejna a Wulfing ze Stubenberka, obvinění odmítli a následně byli uvězněni až do jara 1269, kdy dali souhlas k tomu, aby byli jejich hrady obsazeny nebo zbořeny. Herant přišel o hrady Eppenstein, Alt-Gleichenberg a Primaresburg. Celá událost velice zaujala Otakara Štýrského, jenž ji společně s vyhnáním Gertrudy Babenberské zmínil ve své kronice.
Štýrská šlechta se cítila uražena a později se odvděčila sesazením Přemysla Otakara II. V září 1276 se Herant v klášteře Rein stal jedním z předních signatářů slibu věrnosti Rudolfovi Habsburskému.